# Gare de Rouïba ZI
La gare de Rouïba ZI (ou gare de la zone industrielle de Rouïba) est une gare ferroviaire algérienne située sur le territoire de la commune de Rouïba, dans la wilaya d'Alger.

## Situation ferroviaire
La gare est située au point kilométrique (PK) 28 sur la ligne d'Alger à Skikda, où elle est précédée de la gare de Rouïba et suivie de celle de Rouïba SNVI.
| \| Alger Rouïba · ZI Aéroport · d'Alger Zéralda Birtouta Réghaïa \| Localisation de la gare de Rouïba ZI dans la wilaya d'Alger. |
| Alger Rouïba · ZI Aéroport · d'Alger Zéralda Birtouta Réghaïa                                                                    |

## Service des voyageurs

### Desserte
La gare est desservie par les trains du réseau ferré de la banlieue d'Alger de la liaison Alger - Thénia.